# Bardallur
Bardallur település Spanyolországban,  Zaragoza tartományban. Bardallur Urrea de Jalón, Plasencia de Jalón, Pleitas, Bárboles, Zaragoza és La Muela községekkel határos. Lakosainak száma 228 fő (2024).

## Népesség
A település lakosságának változását az alábbi diagram mutatja:
| Lakosok száma | 293  | 274  | 282  | 316  | 325  | 297  | 258  | 254  | 249  | 228  |
|               | 2001 | 2004 | 2007 | 2009 | 2012 | 2014 | 2017 | 2019 | 2022 | 2024 |